# Koźlarek grabowy

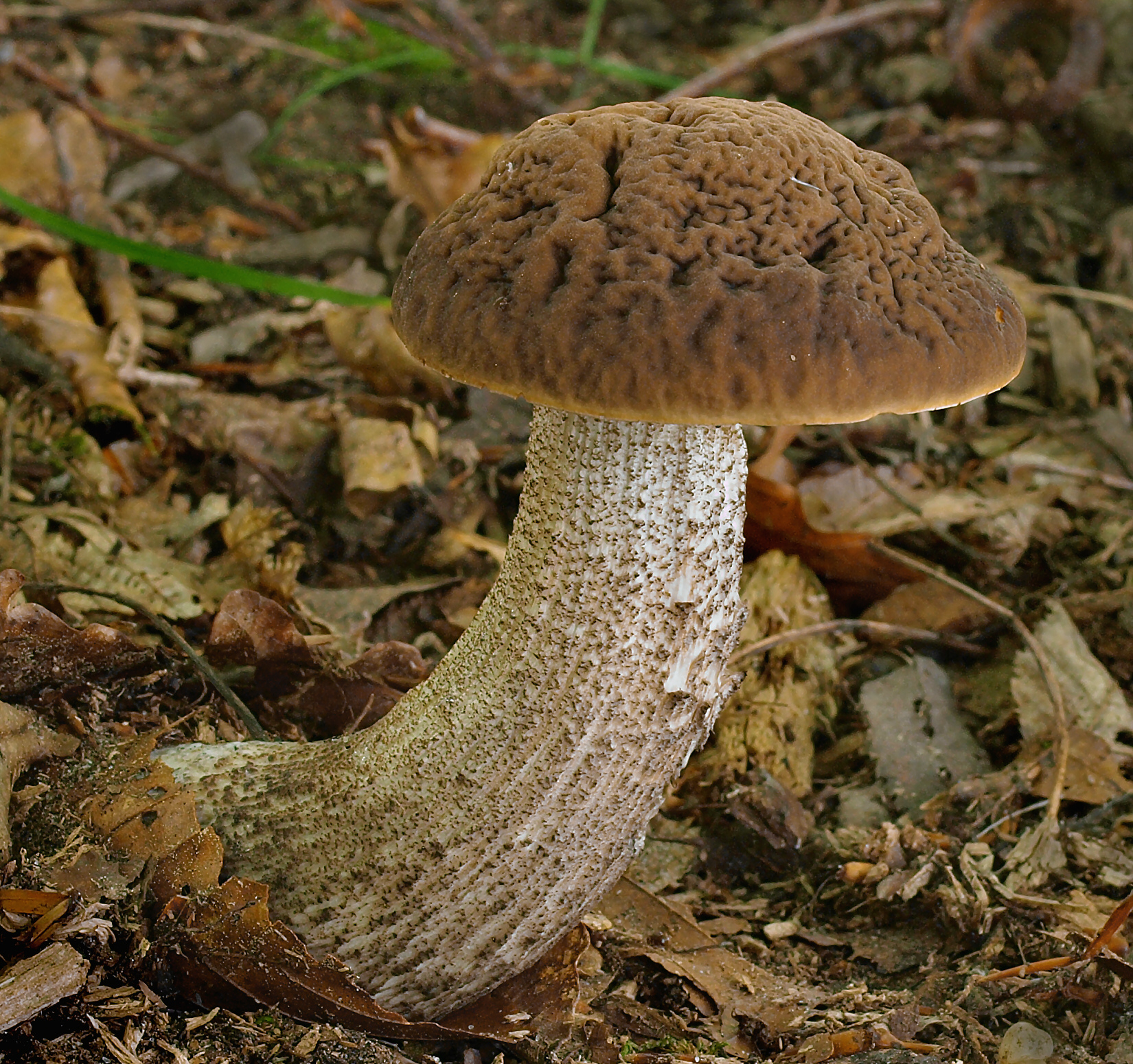
Kapelusz często jest pomarszczony

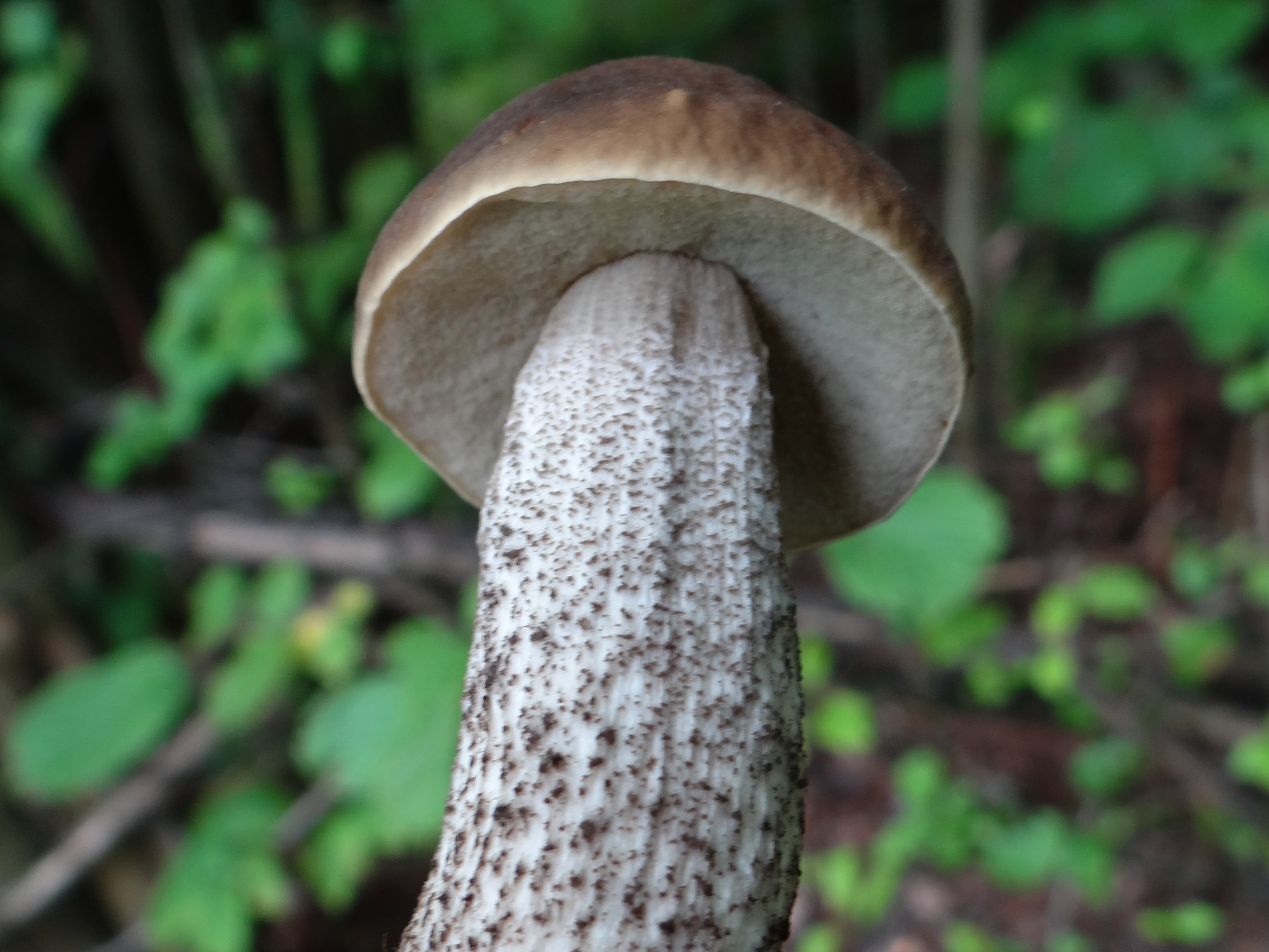
Trzon i hymenofor młodego owocnika

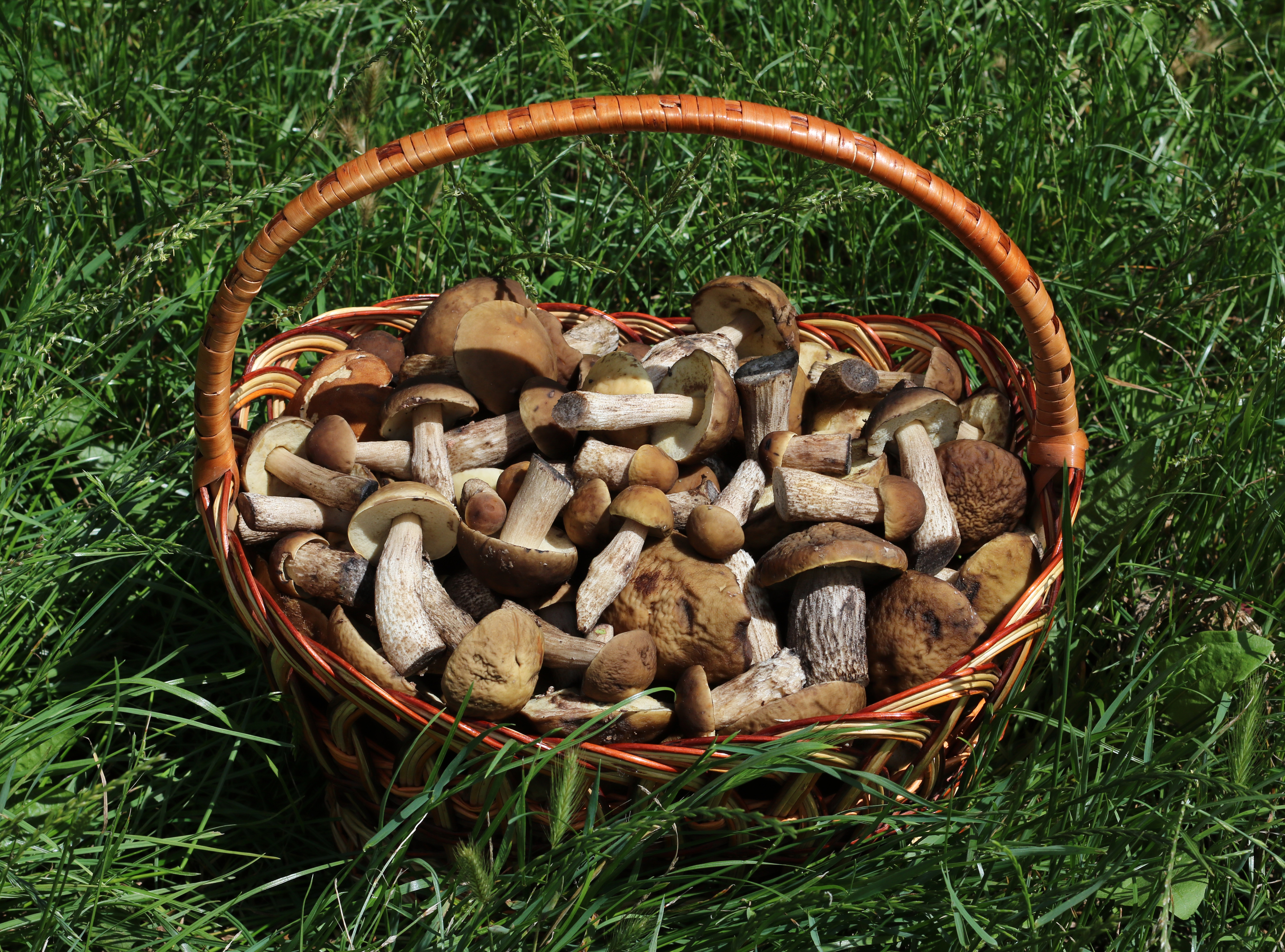
Koźlarz grabowy

Koźlarek grabowy, koźlarz grabowy (Leccinellum pseudoscabrum (Kallenb.) Mikšik) – gatunek grzybów z rodziny borowikowatych (Boletaceae).

## Systematyka i nazewnictwo
Pozycja w klasyfikacji według Index Fungorum: Leccinellum, Boletaceae, Boletales, Agaricomycetidae, Agaricomycetes, Agaricomycotina, Basidiomycota, Fungi.
Po raz pierwszy zdiagnozował go w 1929 r. Franz Joseph Kallenbach nadając mu nazwę Boletus pseudoscaber. W 2017 roku został przeniesiony do rodzaju Leccinellum przez czeskiego mykologa Michala Mikšika.
Niektóre synonimy naukowe:

- Boletus carpini (R. Schulz) A. Pearson 1947
- Boletus pseudoscaber Kallenb. 1929
- Boletus scaber var. carpini R. Schulz, in Michael & Schulz 1924
- Krombholzia pseudoscabra (Kallenb.) Vassilkov 1955
- Krombholziella carpini (R. Schulz) Alessio 1985
- Krombholziella carpini (R. Schulz) Bon 1985
- Krombholziella pseudoscabra (Kallenb.) Šutara 1982
- Leccinellum carpini (R. Schulz) Bresinsky & Manfr. Binder 2003
- Leccinum carpini (R. Schulz) M.M. Moser ex D.A. Reid 1965
- Trachypus carpini (R. Schulz) J. Favre 1948
- Leccinum pseudoscabrum (Kallenb.) Šutara 1989

Nazwę „koźlarz grabowy” podała Alina Skirgiełło w 1960 r. (dla L. duriusculum). W 2021 r. Komisja ds. Polskiego Nazewnictwa Grzybów Polskiego Towarzystwa Mykologicznego zarekomendowała używanie nazwy „koźlarek grabowy”.

## Morfologia
Kapelusz
Średnica 7–14 cm, kształt początkowo półkulisty, później płasko rozpostarty, i poduchowaty. Powierzchnia naga, jamista i często pomarszczona, a u starszych okazów popękana na poletka, zwłaszcza przy długotrwałej suchej pogodzie. Barwa w odcieniach brązu: żółtobrązowa, siwobrązowa, oliwkowobrązowa, ciemnobrązowa, czarnobrązowa.
Rurki
Bardzo długie (do 2 cm) i głęboko wykrojone przy trzonie. Początkowo są białawe, później żółtawe, oliwkowożółte i oliwkowosine. Pory okrągłe, na 1 mm mieszczą się 1-2. Po uciśnięciu ciemnieją i zmieniają barwę, początkowo na siwobrązową, później na czarną.
Trzon
Wysokość 5–14 cm, grubość 1–3 cm, kształt mniej więcej walcowaty, górą cieńszy, dołem zgrubiały i pałkowato rozszerzony. Powierzchnia biaława i pokryta czarniawymi, włóknistymi kosmkami lub łuseczkami. W górnej części często bywa pomarszczony. Uciśnięty czernieje.
Miąższ
Białawożółty, uszkodzony zmienia barwę na różową, później siwofioletową, a po pewnym czasie czernieje. Smak i zapach przyjemny, grzybowy.
Cechy mikroskopowe
Wysyp zarodników: cynamonowobrązowy do brązowego. Zarodniki nieamylodalne, gładkie, o rozmiarach 10–28 × 4–7 μm. Podstawki maczugowate z 4 sterygmami. Mają rozmiar 32 × 12 μm. Cystydy wybrzuszone, o rozmiarach 42 × 14 μm.
Gatunki podobne
- koźlarek bruzdkowany (Leccinellum crocipodium), ale jest jaśniejszy,
- koźlarz babka (Leccinum scabrum). Rośnie tylko pod brzozami. Jego kapelusz zawsze jest gładki, a miąższ nie czernieje[5].

## Występowanie
Występuje w Ameryce Północnej, Europie i Azji. Rośnie w lasach liściastych, na ziemi pod grabami i leszczynami. Owocniki pojawiają się od czerwca do października. W Polsce nie jest zagrożony, ale znajduje się na czerwonych listach gatunków zagrożonych w Norwegii i Holandii.

## Znaczenie
Grzyb mykoryzowy, grzyb jadalny.